# Abd al-Malik (Alawici)
Abd al-Malik ibn Ismail (arab. عبد الملك بن إسماعيل = ʿAbd al-Malik ibn Ismāʿīl, ur. po 1696 w Meknesie, zm. 2 marca 1729 w Meknesie) - sułtan Maroka z dynastii Alawitów, syn Mulaja Ismaila. 

## Życiorys
Doszedł do władzy w wyniku rewolty przeciw swojemu bratu Ahmadowi 13 marca 1728 roku. Jednak 18 lipca 1728 roku został obalony, a sułtan Ahmad powrócił na tron. Abd al-Malik został wówczas pojmany, a w 1729 roku stracony.